# John Cecil Noël

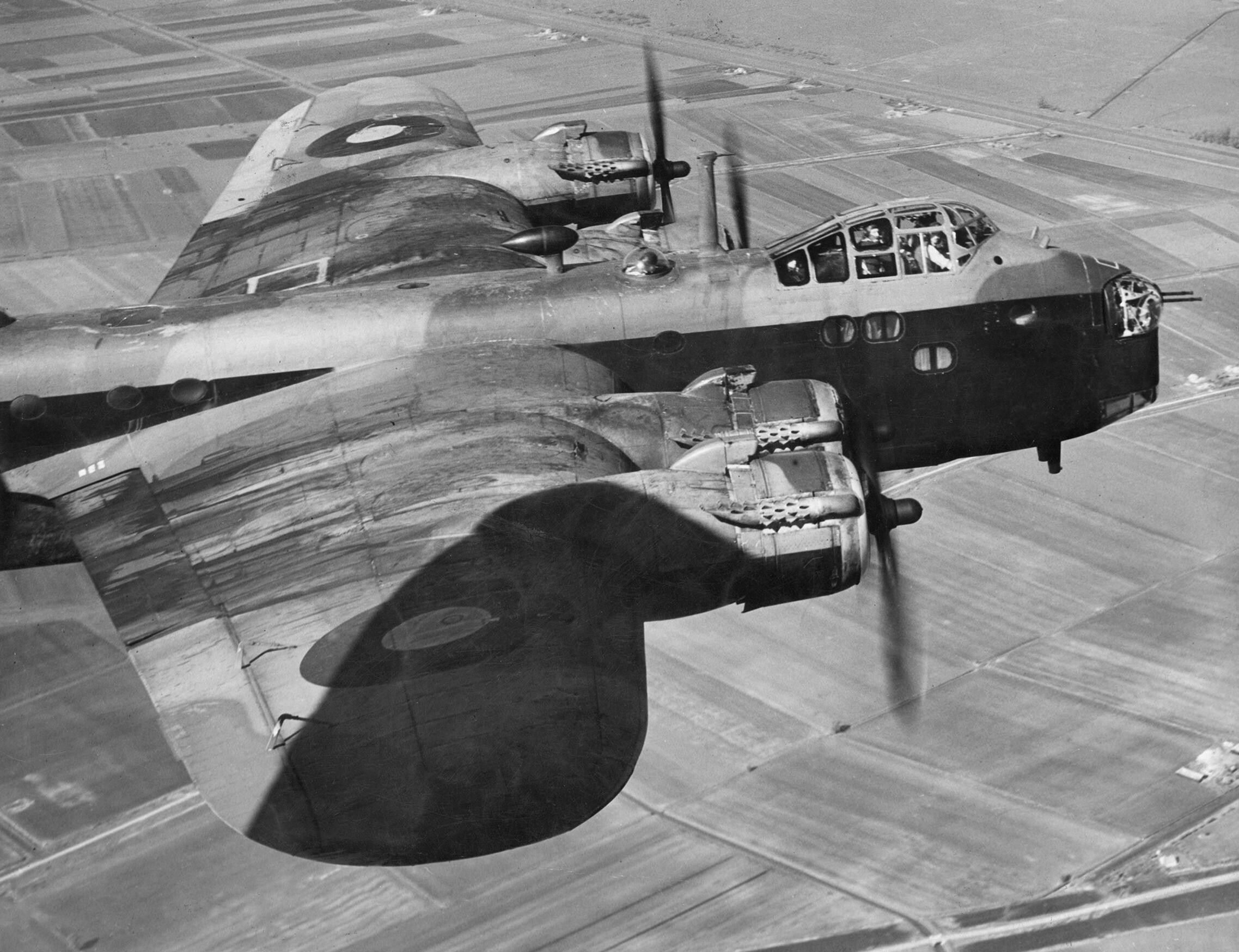
John Cecil Noël war im Zweiten Weltkrieg Bordschütze einer Short Stirling I

John Cecil Noël (* 28. Juli 1906 in Oakham; † 13. April 1942 über der Nordsee) war ein britischer Autorennfahrer und Artillerist im Zweiten Weltkrieg.

## Familie und Zweiter Weltkrieg
John Cecil Noël war der jüngste von drei Söhnen von Gerard Cecil Noël (1864–1925)  und dessen Ehefrau Madeline Edith Clifton (1867–1946) . Am 9. Juli 1936 heiratete er Nancy Margaret Hood, die Tochter von Colonel Edward Thesiger Frankland Hood. Sein Bruder Tom Cecil Noel diente im Ersten Weltkrieg im Royal Flying Corps.
Er kämpfte im Zweiten Weltkrieg als Artillerist im Dienstrang eines Captain in der Royal Air Force. Er starb im April 1942 bei einem Einsatz über der Nordsee. Er war Kommandant und Bordschütze einer Short Stirling I, die beim Abwurf von Seeminen von einem deutschen Nachtjäger abgeschossen wurde und ins Meer stürzte. Dabei kam die gesamte Besatzung ums Leben.

## Karriere als Rennfahrer
John Cecil Noël war in den 1930er-Jahren als Amateur-Rennfahrer aktiv. 1934 startete er beim 24-Stunden-Rennen von Le Mans, wo er gemeinsam mit Jen Wheeler auf einem Aston Martin 1½ Le Mans den elften Gesamtrang erreichte.

## Statistik

### Le-Mans-Ergebnisse
| Jahr | Team            | Fahrzeug                | Teamkollege | Platzierung | Ausfallgrund |
| ---- | --------------- | ----------------------- | ----------- | ----------- | ------------ |
| 1934 | John Cecil Noël | Aston Martin 1½ Le Mans | Jen Wheeler | Rang 11     |              |